# Kamendaka flava
Kamendaka flava är en insektsart som först beskrevs av Frederick Arthur Godfrey Muir 1917.  Kamendaka flava ingår i släktet Kamendaka och familjen Derbidae. Inga underarter finns listade i Catalogue of Life.